# Johann Meixner
Pour les articles homonymes, voir Meixner.
Johann Meixner (né le 3 janvier 1819 à Rothfloß, Červený Potok, aujourd'hui partie de Králíky en Bohême, et mort le 23 août 1872 à Gleichenberg en Styrie) est un sculpteur autrichien.

## Biographie
Johann Meixner étudie à l'Académie des beaux-arts de Vienne à partir de 1841, puis à Rome en 1847-1848 et 1854-1855. En 1851, il épouse Eleonore Hartung, fille de Christoph Hartung. Il est l'un des membres fondateurs de la Künstlerhaus de Vienne en 1861.

## Œuvres

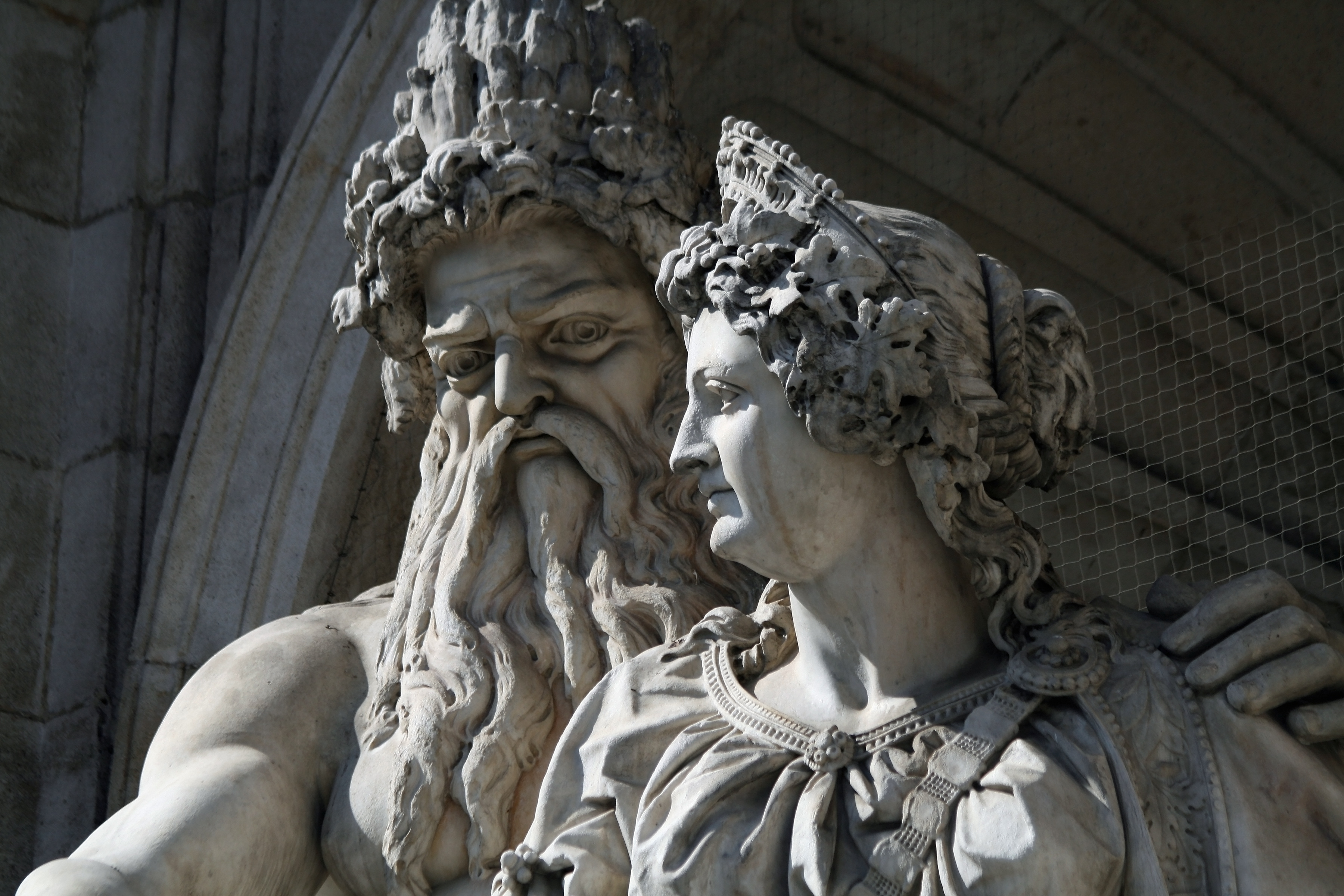
Vue détaillée : Danubius et Vindobona

La transition entre le classicisme tardif et l'historicisme peut être observée dans ses œuvres, comme on le voit dans de nombreux endroits de la Ringstrasse de Vienne. En 1865, il sculpte le portrait grandeur nature de Johann von Aldringen pour la Feldherrenhalle du Musée d'histoire militaire de Vienne. On lui doit également la réalisation des statues de l'empereur Maximilien Ier (érigée à Hietzing), du maréchal Joseph Radetzky, du compositeur Franz Liszt et du poète Friedrich von Schiller à Vienne.